# Brochów (Wrocław)

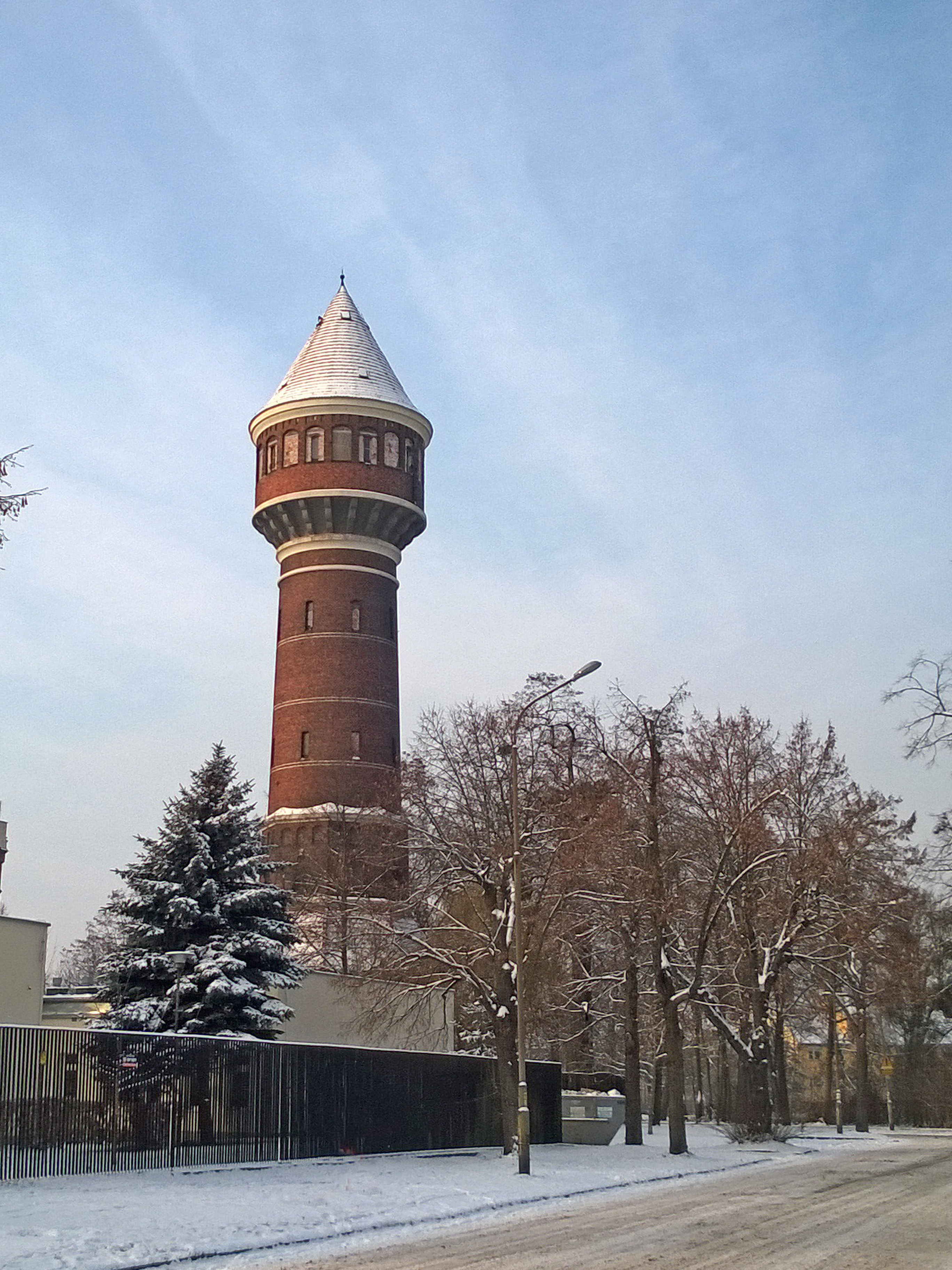
Wieża ciśnień przy ulicy Warszawskiej

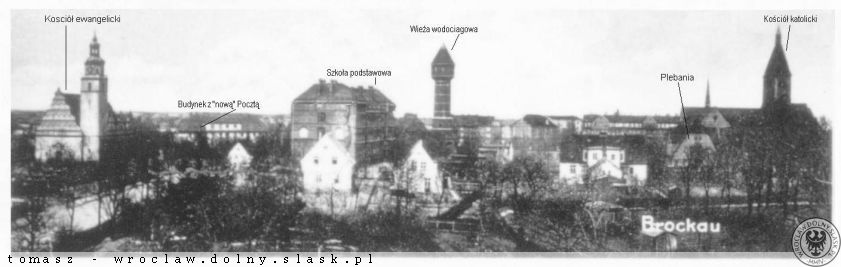
Przedwojenna panorama Brochowa

Brochów (niem. Bracke, Brockau, Prochów (1945), Prochowo, Brochowo) – osiedle w południowo-wschodniej części Wrocławia, na terenie byłej dzielnicy Krzyki. W latach 1939–1950 samodzielne miasto.
Stacja towarowa w Brochowie, jest dzisiaj drugą co do wielkości w Polsce (po węźle w Tarnowskich Górach) i jedną z największych w Europie.
Liczba mieszkańców: ok. 7 tys. Działa tutaj stowarzyszenie Romów we Wrocławiu Romani Bacht (romani: cygańskie szczęście).
Na osiedlu działają drużyna piłkarska KS Brochów oraz drużyna hokeja na trawie Romani Bacht.

## Historia
Wykopaliska z epoki brązu i żelaza potwierdzają, że w pobliżu prowadził dawny szlak handlowy z Krakowa do Szczecina, a teren osiedla był ciągle zamieszkiwany aż do czasów historycznych.
Pierwsze wzmianki o Brochowie pochodzą z roku 1193. Papież Celestyn III wziął pod opiekę klasztor Najświętszej Marii Panny na Piasku wraz z całym majątkiem, m.in. z wsią Prochou, czyli dzisiejszym Brochowem. Kolejny zapis dotyczący wsi pochodzi z roku 1204, w którym Henryk Brodaty m.in. zwolnił posiadłości klasztoru NMP na Piasku od daniny na prawie polskim iure polonico zwanej podworowym. Miejscowość została wymieniona w tym łacińskim dokumencie w formie Procovo.
W średniowieczu aż do prawdopodobnie najazdu tatarskiego z 1241 r. istniały na terenie dzisiejszego osiedla dwie dalsze wsie – Buchta i Bronikowo. Buchta najprawdopodobniej leżała nad Brochówką tuż za Parkiem Brochowskim w kierunku północno-zachodnim. Kolejna wzmianka o miejscowości znajduje się w łacińskim dokumencie z 1250 roku wydanym przez papieża Innocentego IV w Lyonie gdzie wieś zanotowana została w zlatynizowanej formie „Procov”.
Przez ponad 600 lat Brochów był własnością augustianów (kanoników regularnych) do 1810 r. Po augustianach pozostał do dziś jeden z najstarszych wrocławskich parków. Między parkiem a folwarkiem (założonym jeszcze w średniowieczu) opat augustiański Zygmunt Passonius wybudował barokowy pałac (1727–1729), który przetrwał do 1945 r. Jego resztki rozebrano w początku lat 70. XX w. Aż do 1896 r. osiedle miało charakter wiejski, a założenie urbanistyczne wsi pochodziło jeszcze z połowy XIV w.
Jeszcze w początkach XIX w. było kilka autochtonicznych rodzin polskich ewangelików.
22 maja 1842 r. nastąpiło otwarcie pierwszego odcinka kolei Górnośląskiej na linii Wrocław (Brochów) – Oława; było to pierwsze połączenie kolejowe na terenach dzisiejszej Polski. Od tego czasu liczba mieszkańców zaczęła znacznie wzrastać. W kwietniu 1896 r. otwarto wówczas największą we Wschodniej Europie stację rozrządową, służącą przede wszystkim Wrocławiowi do wywozu górnośląskiego węgla na zachód. W ciągu kilku lat liczba ludności wzrosła ponad 20-krotnie – ze 167 pod koniec XVIII w. do niemal 3700 pod koniec XIX w.
Na początku XX w. było to już osiedle miejskie, mające od 1908 r. ratusz. W latach 1911–1913 wybudowano szkołę ludową (obecny stary budynek Szpitala im. Falkiewicza), szkołę średnią, pocztę, posterunek policji i straży pożarnej. W 1911 r. wzniesiono obydwa kościoły parafialne – ewangelicki (rozebrany ok. roku 1949) oraz katolicki. Od 1915 r. obydwie społeczności wiernych uzyskały statusy samodzielnych parafii. Osiedle posiadało od 1901 r. wodociąg i kanalizację. Poza tym miało też przez kilka lat własną gazownię i zakład energetyczny (obsługujący istniejące do dziś willowe osiedle przy ul. Koreańskiej), łaźnię, aptekę (funkcjonuje do dziś) i kilka restauracji (3 z nich prowadziły również działalność kulturalną i rozrywkową). W Brochowie wydawano dwa dzienniki, które wychodziły 3 razy w tygodniu przez blisko 40 lat z wyjątkiem obydwu wojen światowych (Brockauer Anzeiger, Brockauer Zeitung).
W latach 1912–1913 Wrocław z Brochowem połączył pierwszy na ziemiach dzisiejszej Polski i pierwszy w Europie Wschodniej prototypowy trolejbus (tzw. Bezszynowa Kolej Brochowska). W latach 1899–1913 powstała zasadnicza zabudowa osiedla kolejarskiego, obecnego do dziś przy ulicach Chińskiej i Birmańskiej.
Ponad 15% ludności osiedla stanowili Polacy z Górnego Śląska i Wielkopolski. Większość z nich wywędrowała później do zachodnich Niemiec lub po 1919 r. wróciła do Polski i ich udział w okresie międzywojennym zmniejszył się o około połowę. W Brochowie mieszkało wówczas kilka rodzin żydowskich. Niezwykły rozwój zawdzięczał Brochów współpracy inwestycyjnej władz państwowych i kolei z samorządem gminnym (wybitnie zasłużony dla Brochowa był ówczesny naczelnik gminy doc. dr Alfons Dierschke).
Po 1925 r. nastąpiła dalsza rozbudowa osiedla wraz z obiektami użyteczności publicznej – działał już teatr ludowy, powstała sala kinowa, a w połowie lat 30. – hala sportowa, basen kąpielowy (istnieje do dziś po dwukrotnej przebudowie w połowie lat 60. i 80. XX w.) oraz stacja benzynowa. Do dyspozycji mieszkańców było co najmniej 15 par pociągów podmiejskich na dobę oraz linia autobusowa.
Mimo wyraźnych związków z kolejnictwem, Brochów przez I połowę XX w. nazywany był „miastem kwiatów” – tu bowiem mieściły się 3 renomowane na Dolnym Śląsku firmy ogrodnicze, rozsławiające Brochów w ówczesnych Niemczech. Funkcjonowało również Towarzystwo Upiększania Brochowa, które starało się aby osiedle uzyskało status „miasta-ogrodu”.
15 maja 1936 przez stację Brochów po raz pierwszy przejechał ekspres Fliegender Schlesier. Od tego czasu Latający Ślązak regularnie jeździ przez Brochów z rekordową w Europie prędkością 128,4 km/h (maksymalna dochodziła do 160 km/h). Latającemu Pierunowi, bo tak nazywali go Ślązacy, pokonanie trasy z Berlina do Bytomia zajmowało zaledwie 4 godziny 25 minut.
1 czerwca 1939 roku Brochów uzyskał prawa miejskie.
Podczas II wojny światowej znajdował się w Brochowie fabryczny obóz pracy przymusowej, w którym przebywało około stu Polaków pracujących na kolei. Pomieszczenia obozowe znajdowały się w zdewastowanych warsztatach i magazynach kolejowych. Obóz miał charakter stały i był nadzorowany przez straż kolejową. W obozie panował ostry rygor, odbywały się częste kontrole policji, która szukała śladów działalności sabotażystów.

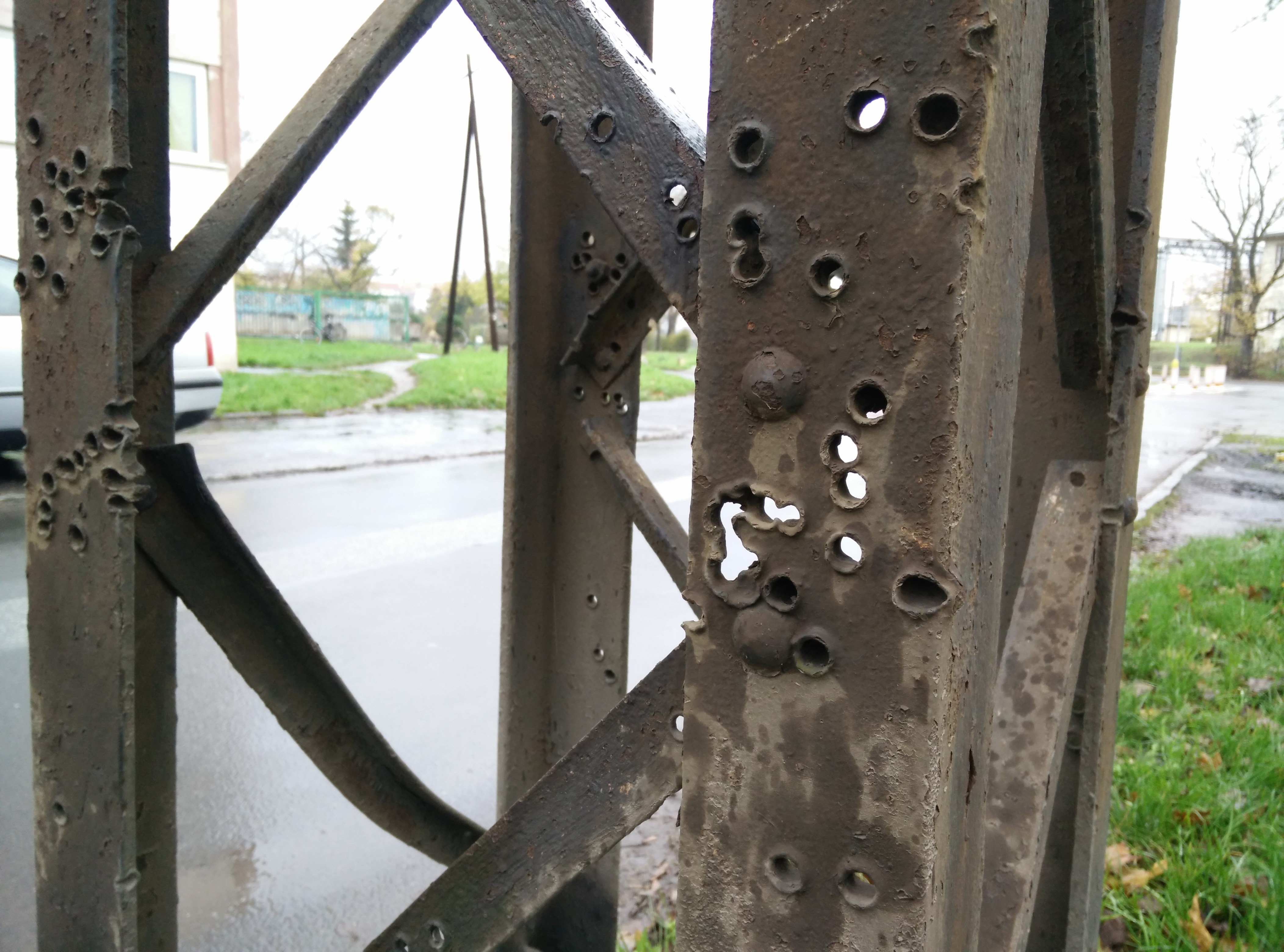
Słup noszący ślady po kulach

Zdobycie Brochowa przez wojska radzieckie w czasie II wojny światowej nastąpiło 19 lutego 1945 r., po zaciekłych walkach, które od 16 lutego toczyli żołnierze radzieccy z broniącą się 609 niemiecką dywizją piechoty i fortecznym pułkiem Wehl. Przed zdobyciem, 4 lutego broniący Brochowa rozstrzelali ostatniego niemieckiego burmistrza Brunona Kurzbacha. Stało się tak dlatego, że słysząc o zbliżającej się do Wrocławia Armii Czerwonej samowolnie opuścił stanowisko i uciekł do Strzegomia. Po powrocie do Brochowa 3 lutego został natychmiast aresztowany, a następnie rozstrzelany.
W czasie II wojny światowej, zniszczony 18 stycznia 1945 r. w ok. 30% w wyniku nalotu sowieckiego na stację rozrządową. Nalot prowadzony z dużej wysokości dosięgnął nie tyle jednak obiektów stacyjnych i jej obrony, lecz reprezentacyjnego centrum mieszkaniowego osiedla. Dalsze 10% zniszczeń to straty wojenne między lutym a majem 1945 r. oraz powojenna dewastacja. Cegły z budynków Brochowa użyte zostały do odbudowy Warszawy i innych miast Polski. Brochów, jak i inne miejscowości Ziem Odzyskanych, jeszcze wiele lat po wojnie był traktowany po macoszemu przez władze ówczesnej Polski.
W 1945 r. miasto przejęła polska administracja, początkowo używając nazwy Broków lub Prochów, w maju 1946 urzędowo zatwierdzono obecną nazwę. W ślad za nią przybyli pierwsi polscy repatrianci. Z początkiem sierpnia 1945 r. Brochów zamieszkiwało już ponad 2000 osób i do momentu włączenia do Wrocławia był największym miastem powiatu wrocławskiego. W latach 1945/46 mieścił się tu punkt etapowy Państwowego Urzędu Repatriacyjnego oraz placówka kolejowa PCK. Od lipca 1945 r. wielu nowo przybyłych wysiadało przy ul. Wrocławskiej (od 1951 – ul. 22 Lipca, obecnie – ul. Mościckiego). W dniu 20 sierpnia stację brochowską przejęli z rąk rosyjskich polscy kolejarze. Pierwszym polskim zawiadowcą stacji był Józef Terlecki. Została wówczas zlikwidowana wojskowa rosyjska kolonia (tzw. etap kolejowy) przy ul. Koreańskiej. W końcu roku liczba ludności zwiększyła się do ponad 3 tys. mieszkańców. W 1947 r. została wysiedlona ostatnia ok. 100-osobowa grupa ludności niemieckiej.
W 1946 przewieziona została do Wrocławia Panorama Racławicka, gdzie przez dwa lata przeleżała w magazynie kolejowym Brochowa, w dawnym budynku teatru ludowego przy ul. Chińskiej, gdzie od połowy lat 50. przez kolejne 20 lat funkcjonowało kino Sygnał.
Po II wojnie światowej pierwszym burmistrzem Brochowa został Józef Piętka, a ostatnim (przed przyłączeniem do Wrocławia) był Antoni Szewczyński.
Brochów został przyłączony do Wrocławia 1 stycznia 1951.
Do 1950 r. odbudowano ze zniszczeń wojennych stację rozrządową, a do 1955 r. infrastrukturę miejską Brochowa, w tym obiekty użyteczności publicznej (z wyjątkiem szkoły średniej, basenu i hali sportowej). Nowa zabudowa w osiedlu, zwłaszcza domów jednorodzinnych przy ul. Koreańskiej i przyległych nastąpiła dopiero w połowie lat 60. Na przełomie lat 60. i 70. osiedle uporządkowano, położono asfalt na większości ulic. W 1960 r. powstała Szkoła Podstawowa nr 80, która objęła nowy budynek (tzw. tysiąclatka) przy ul. Polnej. Starą szkołę zamknięto w 1972 r., a budynek wyremontowano i przystosowano do pełnienia funkcji obiektu szpitalnego. W 1985 r. szpital brochowski wzbogacił się o nową część – przy ul. Biegłej. Wówczas też powstały nowe domy wielorodzinne przy ul. Leonarda da Vinci. Mimo widocznych prób Brochów nie odzyskał dotychczas dawnej świetności. Likwidacji uległy kino, dom kultury, posterunek policji i straży pożarnej.
Od 1990 r. wydawana jest gazetka osiedlowa (od 1993 r. pt. Wiadomości Brochowskie) – ukazuje się raz w miesiącu. Od czerwca 1993 r. (po raz pierwszy w 800-lecie miejscowości) co roku organizowany jest Festyn Brochowski. 6 września 1999 powstało Towarzystwo Przyjaciół Brochowa.
W 2002 r. podjęto decyzję o zachowaniu małomiasteczkowego charakteru Brochowa, a w 2004 r. Rada Miejska Wrocławia uchwaliła w związku z tym plany zagospodarowania przestrzennego dla większości obszaru osiedla, nawiązujący w części do przedwojennej koncepcji rozbudowy osiedla. W 2009 r. oddano do użytku na południu osiedla pierwszą część zespołu wielorodzinnych domów – „osiedle parkowe”, a w 2010 – pierwszą część wielorodzinnych bloków mieszkalnych TBS. W 2012 r. odrestaurowano zabytkowy brochowski dworzec kolejowy. W 2022 roku otwarto Aquapark na Brochowie. Jest to drugi tego typu obiekt we Wrocławiu.

## Zabytki

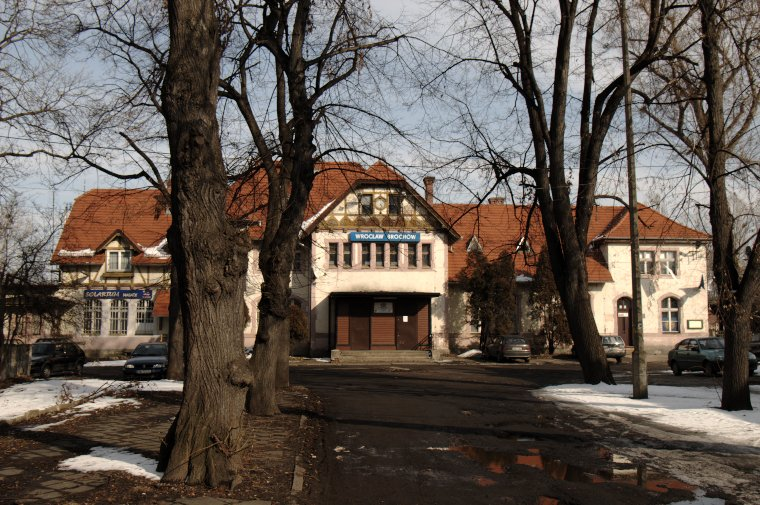
Stacja kolejowa

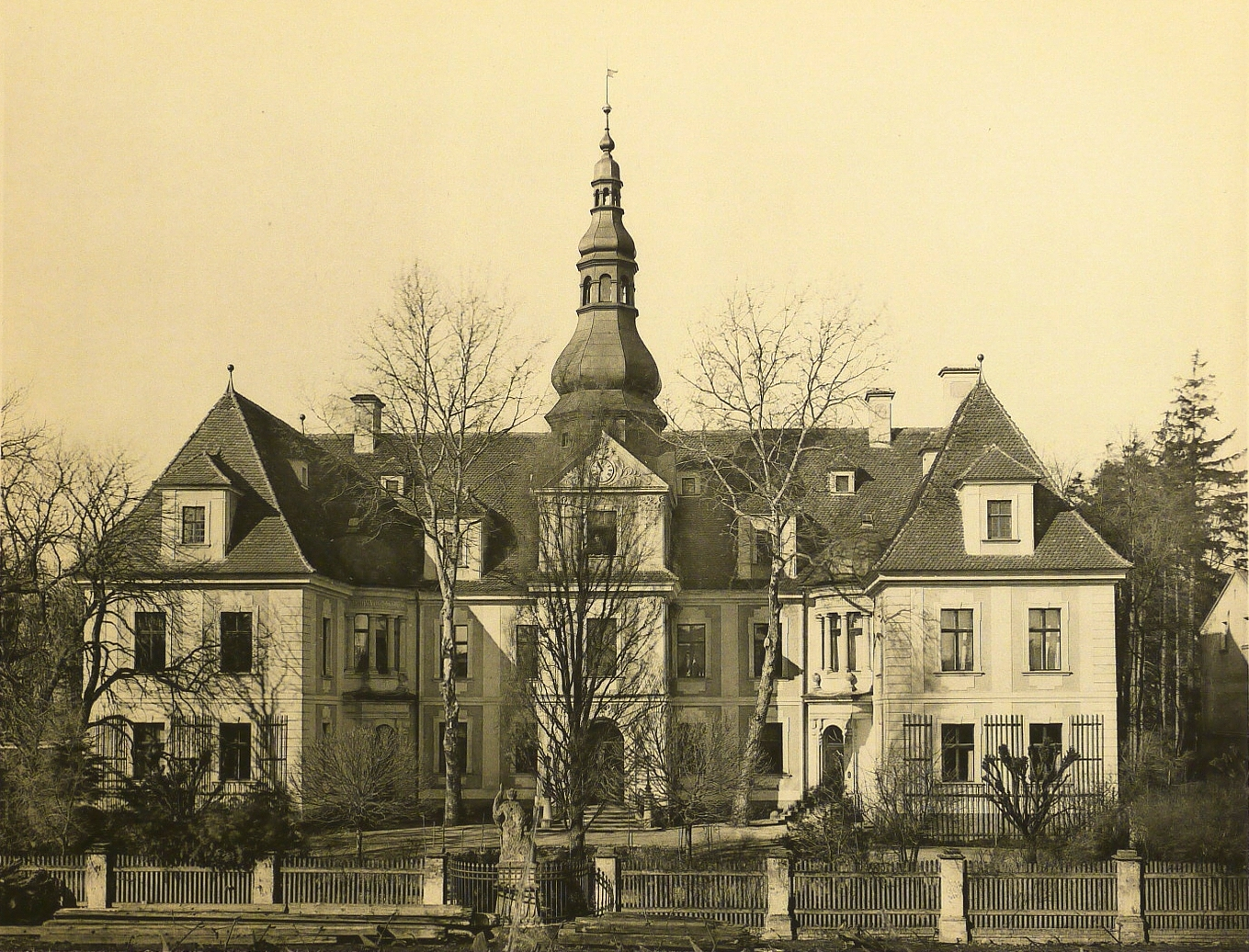
Nieistniejący pałac w Brochowie

Do wojewódzkiego rejestru zabytków wpisane są:
- zespół kościoła par. pw. św. Jerzego i Podwyższenia Krzyża, ul. Semaforowa 5/7, ul. Biegła 2: kościół zbudowany został w latach 1910–1911 w stylu neoromańskim wg proj. Oskara Hossfelda, dom kościelnego, łącznik-brama
- dworzec – stacja PKP Wrocław-Brochów, zabytkowy z 1896 r. – drugiej poł. XIX w.: wiaty peronowe
- zespół dworski, z XVIII w.: dwór, park
- willa z garażem, ul. Warszawska 1, z 1908 r.: ogród z pocz. XX w.

inne zabytki:
- zabytkowa wieża ciśnień z 1903 r.
- dawny ratusz brochowski z 1908 r.[14]
- szpital położniczy, dawna szkoła z 1901 r.; rozbudowa w 1985 r., l. 2005–2006
- basen odkryty z 1936 r., 1986 r.
- Park Brochowski z 1729 r., ok. 1869 r., 2001 r. oraz kilka mniejszych parków z 1896 r., ok. 1907-11
- resztki zabudowań folwarku brochowskiego (m.in. spichlerz i tzw. „ekonomówka” z końca 1865 r.)
- dawna szkoła katolicka z ok. 1865 r.
- dawna szkoła ewangelicka
- budynki kolejowe „czerwone” przy ul. Mościckiego z l. 1895–1897
- budynki Dużej i Małej Kolonii dawnego Brochowskiego Towarzystwa Mieszkaniowego przy ul. Chińskiej z l. 1907–1912
- osiedle willowe przy ul. Koreańskiej – wybudowane w latach (ok. 1904–1912) staraniem Towarzystwa Budowy Domów Jednorodzinnych.

## Miejsca pamięci
- pomnik poległych kolejarzy węzła PKP Wrocław-Brochów
- pomnik żołnierzy radzieckich (obok dawnego ich cmentarza na Pl. Indyjskim, założonym jeszcze w 1945 r.; mogiły przeniesiono później na Cmentarz Żołnierzy Radzieckich, przy ul. Karkonoskiej)
- Głaz Friesena upamiętniający powstanie Brochowskiego Towarzystwa Gimnastycznego w 1903 r.

## Szkoły
- Szkoła Podstawowa nr 80 (ul. Polna 4)

## Cmentarze
- Cmentarz Brochowski (parafialny) mieści się na terenie obecnego osiedla Księże Wielkie przy ul. Brochowskiej

## Komunikacjaautobusy
Brochów z centrum łączą następujące linie autobusowe:
- 125: Brochów – Tyniecka-pętla
- 114: Galeria Dominikańska – Bieńkowice
- 133: Brochów – Auchan / ROD Bielany / C.H Aleja Bielany / Iwiny (tylko w okresie szkolnym)
- 245 (nocny): Pracze Odrzańskie – Petrusewicza – Bieńkowice